# الهه (فیلم ۱۹۵۲)
الهه (به تامیلی: Parasakthi) فیلمی محصول سال ۱۹۵۲ و به کارگردانی کریشنان-پانجو است. در این فیلم بازیگرانی همچون سیواجی گانسان، اس.وی. ساهاسرانامام، اس. اس راجندران، پانداری بای ایفای نقش کرده‌اند.